# Leichtathletik-Länderkampf der Männer 1973 BR Deutschland – Frankreich
| 19. Leichtathletik-Länderkampf mit bundesdeutscher Beteiligung 1973 | 19. Leichtathletik-Länderkampf mit bundesdeutscher Beteiligung 1973 |
| ------------------------------------------------------------------- | ------------------------------------------------------------------- |
|                                                                     |                                                                     |
| Ländervergleich der Männer: BR Deutschland – Frankreich             |                                                                     |
| Austragungsort                                                      | Kassel                                                              |
| Wettbewerbe                                                         | 20                                                                  |
| Datum                                                               | 18. August                                                          |
| 1. FRG 2. FRA                                                       | 226 Punkte 182 Punkte                                               |
| Chronik                                                             |                                                                     |
| ← NLD-FRG-BEL (M)                                                   | FRG-DNK (M) →                                                       |

Im neunzehnten Vergleich des Länderkampfjahres 1973 trafen die bundesdeutschen Männer am 18. August in Kassel zum 23. Mal auf Frankreich. Das bundesdeutsche Team hatte 23 Siege in diesen vorangegangenen Begegnungen erzielt.

## Wettbewerbe und Modus
Auf dem Programm standen neunzehn der bei Länderkämpfen üblichen zwanzig Disziplinen, nicht ausgetragen wurde der 10.000-Meter-Lauf. Hinzu kam ein ungewöhnlicher Wettbewerb im Bahngehen über eine Stunde. Damit wurden in diesem Aufeinandertreffen zwanzig Wettbewerbe durchgeführt. Aus dem olympischen Katalog fehlten nur der 10.000-Meter-Lauf, der Marathonlauf, die beiden Gehdisziplinen und der Zehnkampf. Am Start waren drei Teilnehmer je Land und Wettbewerb. Vereinbarungsgemäß wurden nur Aktive der Jahrgänge 1951 und jünger eingesetzt. Die Wertung erfolgte über folgende Punkteverteilung: 1. Platz: 7 Punkte / 2. Pl.: 5 P. / 3. Pl.: 4 P. / 4. Pl.: 3 P. / … In den Staffeln wurden die Punkte mit fünf zu zwei standardmäßig vergeben.

## Ergebnis
Fünf Laufwettbewerbe entschieden die bundesdeutschen Leichtathleten für sich. Dabei ist nicht unbedingt der Einzelsieg entscheidend, der bei je zwei Teilnehmern je Land und Disziplin automatisch auch den Gewinn der Disziplinwertung zur Folge hat. Bei drei Teilnehmern entscheiden dagegen auch die weiteren Platzierungen mit über den Sieg eines einzelnen Wettbewerbs. Die Bundesrepublik erzielte in den Läufen auch drei Dreifacherfolge. Frankreich verbuchte hier zwei Disziplinen auf dem eigenen Konto, ein Wettbewerb ging unentschieden aus. Frankreich gewann beide Staffeln und lag mit drei Disziplinwertungen im Bereich Sprung ebenfalls vor der Bundesrepublik, die hier nur den Hochsprung für sich verbuchte. In der Kategorie Wurf/Stoß zeigten sich dagegen die bundesdeutschen Vertreter hoch überlegen. Sie entschieden alle vier Wertungen für sich und erzielten dabei drei Dreifacherfolge. Auch das Bahngehen ging an die bundesdeutschen Geher. So entschied die Bundesrepublik Deutschland den Länderkampf erneut für sich, diesmal mit 226 zu 182 Punkten.

## Legende
Kurze Übersicht zur Bedeutung der Symbolik – so üblicherweise auch in sonstigen Veröffentlichungen verwendet:
| DNF | nicht im Ziel (did not finish) |

## Resultate

### 100 m
| Platz | Athlet                 | Land | Zeit (s) |
| ----- | ---------------------- | ---- | -------- |
| 1     | Franz-Peter Hofmeister | FRG  | 10,3     |
| 2     | Dominique Chauvelot    | FRA  | 10,3     |
| 3     | Bruno Cherrier         | FRA  | 10,3     |
| 4     | Jean Mayer             | FRA  | 10,5     |
| 5     | Ulrich Haupt           | FRG  | 10,6     |
| DNF   | Heinz-Werner Arnold    | FRG  | verletzt |

### 200 m
| Platz | Athlet                 | Land | Zeit (s) |
| ----- | ---------------------- | ---- | -------- |
| 1     | Franz-Peter Hofmeister | FRG  | 20,4     |
| 2     | Karl Honz              | FRG  | 20,5     |
| 3     | Bruno Cherrier         | FRA  | 20,8     |
| 4     | Dominique Chauvelot    | FRA  | 21,4     |
| 5     | Klaus Lemke            | FRG  | 21,4     |
| 6     | Jean Mayer             | FRA  | 22,5     |

### 400 m
| Platz | Athlet            | Land | Zeit (s) |
| ----- | ----------------- | ---- | -------- |
| 1     | Francis Kerbiriou | FRA  | 46,3     |
| 2     | Günter Karge      | FRG  | 46,6     |
| 3     | Frank Thieme      | FRG  | 47,7     |
| 4     | Henri Romero      | FRA  | 47,7     |
| 5     | Volker Kolletzky  | FRG  | 48,0     |
| 6     | Claude Schlosser  | FRA  | 48,9     |

### 800 m
| Platz | Athlet           | Land | Zeit (min) |
| ----- | ---------------- | ---- | ---------- |
| 1     | Josef Schmid     | FRG  | 1:48,0     |
| 2     | Reinhold Soyka   | FRG  | 1:48,3     |
| 3     | Roqui Sanchez    | FRA  | 1:48,4     |
| 4     | Heinz Langenbach | FRG  | 1:48,5     |
| 5     | Francis Gonzalez | FRA  | 1:48,5     |
| 6     | Gérard de Daran  | FRA  | 1:59,9     |

### 1500 m
| Platz | Athlet              | Land | Zeit (min) |
| ----- | ------------------- | ---- | ---------- |
| 1     | Paul-Heinz Wellmann | FRG  | 3:42,2     |
| 2     | Friedrich Kreth     | FRG  | 3:46,0     |
| 3     | Jean-Louis Benoit   | FRA  | 3:49,8     |
| 4     | Michel Louette      | FRA  | 3:50,5     |
| 5     | Marc Radenac        | FRA  | 3:51,4     |
| 6     | Rudi Pagel          | FRG  | 3:54,3     |

### 5000 m
| Platz | Athlet                  | Land | Zeit (min) |
| ----- | ----------------------- | ---- | ---------- |
| 1     | Klaus-Peter Hildenbrand | FRG  | 14:57,8    |
| 2     | Günter Kohl             | FRG  | 15:05,2    |
| 3     | Wolfgang Riesinger      | FRG  | 15:05,2    |
| 4     | Jean-Michel Charbonnel  | FRA  | 15:15,0    |
| 5     | Arthur Potteau          | FRA  | 15:20,6    |
| 6     | Jean-Luc Cherrier       | FRA  | 15:32,8    |

### 110 m Hürden
| Platz | Athlet            | Land | Zeit (s) |
| ----- | ----------------- | ---- | -------- |
| 1     | Jacques Desbois   | FRA  | 14,2     |
| 2     | Dieter Gebhard    | FRG  | 14,3     |
| 3     | Marc Noé          | FRA  | 14,5     |
| 4     | Volker Warbende   | FRG  | 14,6     |
| 5     | Claude Franceschi | FRA  | 14,7     |
| DNF   | Kurt Aubele       | FRG  | gestürzt |

### 400 m Hürden
| Platz | Athlet             | Land | Zeit (s) |
| ----- | ------------------ | ---- | -------- |
| 1     | Michel Pradet      | FRA  | 51,2     |
| 2     | Jean-Claude N'Lomo | FRA  | 51,6     |
| 3     | Fritz Tille        | FRG  | 51,9     |
| 4     | Otmar Theimert     | FRG  | 52,5     |
| 5     | Bruno Tappon       | FRA  | 53,1     |
| 6     | Dieter Kühn        | FRG  | 53,6     |

### 3000 m Hindernis
| Platz | Athlet           | Land | Zeit (min) |
| ----- | ---------------- | ---- | ---------- |
| 1     | Willi Jungbluth  | FRG  | 8:41,8     |
| 2     | Willi Holler     | FRG  | 8:54,0     |
| 3     | Winfried Hellwig | FRG  | 9:04,0     |
| 4     | Gilles Gonzalez  | FRA  | 9:11,2     |
| 5     | Daniel Kowal     | FRA  | 9:15,0     |
| 6     | Simon Breiin     | FRA  | 9:26,0     |

### 4 × 100 m Staffel
| Platz | Besetzung      | Land                                                             | Zeit (s) |
| ----- | -------------- | ---------------------------------------------------------------- | -------- |
| 1     | Frankreich     | Patrick Bernardeau Jean Mayer Bruno Cherrier Dominique Chauvelot | 39.7     |
| 2     | BR Deutschland | Ulrich Haupt Franz-Peter Hofmeister Rainer Nohl Karl Honz        | 40,2     |

### 4 × 400 m Staffel
| Platz | Besetzung      | Land                                                             | Zeit (min) |
| ----- | -------------- | ---------------------------------------------------------------- | ---------- |
| 1     | Frankreich     | Francis Kerbiriou Henri Romero Claude Schlosser Christian Szuban | 3:10,4     |
| 2     | BR Deutschland | Frank Thieme Thomas Schultheiß Gerhard Schroeder Walter Müller   | 3:10,8     |

### 1 Stunde Bahngehen
| Platz | Athlet            | Land | Strecke (km) |
| ----- | ----------------- | ---- | ------------ |
| 1     | Heinrich Schubert | FRG  | 12,445       |
| 2     | Helmut Stolte     | FRG  | 12,315       |
| 3     | Dominique Guebey  | FRA  | 12,158       |
| 4     | Werner Fuhrmann   | FRG  | 12,085       |
| 5     | Didier David      | FRA  | 11,922       |
| 6     | Alain Moulinet    | FRA  | 11,402       |

### Hochsprung
| Platz | Athlet                | Land | Höhe (m) |
| ----- | --------------------- | ---- | -------- |
| 1     | Walter Boller         | FRG  | 2,13     |
| 2     | Paul Poaniewa         | FRA  | 2,11     |
| 3     | Hans-Jörg Wildförster | FRG  | 2,11     |
| 4     | Reinhard Heidemann    | FRG  | 2,06     |
| 4     | Emile Raybois         | FRA  | 2,06     |
| 6     | Christian Husband     | FRA  | 2,03     |

### Stabhochsprung
| Platz | Athlet          | Land | Höhe (m) |
| ----- | --------------- | ---- | -------- |
| 1     | Patrick Abada   | FRA  | 5,20     |
| 2     | Serge Lefebvre  | FRA  | 5,20     |
| 3     | Günther Lohre   | FRG  | 5,10     |
| 4     | Heinz Busche    | FRG  | 5,00     |
| 5     | Sylvain Neyvoz  | FRA  | 4,60     |
| 6     | Herbert Czingon | FRG  | 4,50     |

### Weitsprung
| Platz | Athlet             | Land | Weite (m) |
| ----- | ------------------ | ---- | --------- |
| 1     | Yves Le Roy        | FRA  | 7,75      |
| 2     | Helmut Klöck       | FRG  | 7,74      |
| 3     | Hans-Jürgen Berger | FRG  | 7,61      |
| 4     | Michel Deguin      | FRA  | 7,53      |
| 5     | Robert le Goupil   | FRA  | 7,50      |
| 6     | Johannes Heling    | FRG  | 7,46      |

### Dreisprung
| Platz | Athlet              | Land | Weite (m) |
| ----- | ------------------- | ---- | --------- |
| 1     | Christian Valétudie | FRA  | 16,35     |
| 2     | Robert le Goupil    | FRA  | 16,00     |
| 3     | Bernd Becker        | FRG  | 15,30     |
| 4     | Roland Mauche       | FRA  | 15,18     |
| 5     | Ulrich Killeit      | FRG  | 15,10     |
| 6     | Alex Willier        | FRG  | 14,84     |

### Kugelstoßen
| Platz | Athlet            | Land | Weite (m) |
| ----- | ----------------- | ---- | --------- |
| 1     | Wolfgang Barthel  | FRG  | 17,38     |
| 2     | Dominique Geleyn  | FRA  | 16,83     |
| 3     | Reinhold König    | FRG  | 16,43     |
| 4     | Joachim Tremmel   | FRG  | 16,23     |
| 5     | Philippe Heinrich | FRA  | 15,85     |
| 6     | Patrick Gaillard  | FRA  | 15,78     |

### Diskuswurf
| Platz | Athlet             | Land | Weite (m) |
| ----- | ------------------ | ---- | --------- |
| 1     | Lothar Pongratz    | FRG  | 51,76     |
| 2     | Rüdiger Wingert    | FRG  | 50,86     |
| 3     | Wolfgang Barthel   | FRG  | 49,90     |
| 4     | Wilfried Thieuslin | FRA  | 47,50     |
| 5     | Alain Boisrond     | FRA  | 44,68     |
| 6     | Yves Le Roy        | FRA  | 44,20     |

### Hammerwurf
| Platz | Athlet             | Land | Weite (m) |
| ----- | ------------------ | ---- | --------- |
| 1     | Manfred Hüning     | FRG  | 68,30     |
| 2     | Daniel Mikolajczyk | FRA  | 62,64     |
| 3     | Roland Kempf       | FRG  | 62,30     |
| 4     | Gérard Steunou     | FRA  | 60,18     |
| 5     | Paul Dupont        | FRA  | 54,96     |
| 6     | Wolfgang Barthel   | FRG  | 35,70     |

### Speerwurf
| Platz | Athlet              | Land | Weite (m) |
| ----- | ------------------- | ---- | --------- |
| 1     | Klaus Bovenschen    | FRG  | 72,52     |
| 2     | Georg Baur          | FRG  | 67,00     |
| 3     | Herbert Bock        | FRG  | 65,60     |
| 4     | Henri Andrejewski   | FRA  | 64,50     |
| 5     | Patrick Labbé       | FRA  | 63,14     |
| 6     | Jean-Michel Faucher | FRA  | 61,26     |